# 横芝堰
横芝堰（よこしばせき）は、千葉県の九十九里平野を流れる栗山川の河口から約6キロメートル上流にある堰。山武郡東部土地改良区の1号揚水機場、両総用水の第2揚水機場、および房総導水路の横芝揚水機場の取水堰として設けられている。

## 歴史
堰そのものは古くからあり、起源は明らかではないが、元々は付近の農地の灌漑のための小規模な堰だった。
周辺の水田の灌漑用に使われていた鳥喰沼が1913年（大正2年）に干拓され、それにともない横芝堰の上流の横芝光町横芝地先に揚水機場が設けられた。山武郡東部土地改良区の1号揚水機場からの水は、JR東日本総武本線の南側、木戸川東岸までの農地の灌漑に用いられている。
国営事業として両総用水土地改良事業がスタートし、1963年（昭和38年）に、全長が34mの鉄筋コンクリート造り、ローラーゲート4門、洪水時を考慮した自動水位水門に改造された。横芝光町寺方にある両総用水の第2揚水機場からは、九十九里平野南部の地域に農業用水を供給している。
1975年（昭和50年）に、水資源開発公団の房総道水路事業と共用となり、44.3% の水資源開発公団の共有持分が付加された。横芝光町於幾にある房総導水路の横芝揚水機場からは、江戸川東岸から南房総に至る地域に都市用水を供給している。
その後、歳月の経過により施設の老朽化が著しく栗山川の増水時には危険な状況となり、早急に改修を要する施設とされ、また上流域の開発等による河川整備も必要となったことから、横芝堰の改修工事は国や公団ではなく河川管理者である千葉県海匝地域整備センターが行うこととなった。工事は2002年（平成14年）に着工され、2007年（平成19年）に竣工した。

## 諸元
- 堰堤長　103.15m
- 制水ゲート　22.30m×3門（ゴム引布製起伏堰）
- 調整ゲート　12.50m×1門（鋼製引上式ゲート）

## その他
栗山川は古くからサケの回帰の南限の川とされていたが、国営事業となってからは自然遡上が出来なくなっており、地元や自然保護団体から長年にわたって魚道の設置の要望が出されていた。また栗山川には旧国道126号（現千葉県道108号横芝停車場白浜線）の栗山橋から、千葉県道122号飯岡片貝線の木戸橋の間に橋がなく（堰上を徒歩で渡ることはできた）、橋の併設の要望も出ていた。
千葉県海匝地域整備センターによる改修で、地元の要望である橋（栗山川ふれあい橋）が併設された。また魚道が設置され、堰上流へのサケの遡上が復活した。